# Steve Little (Schauspieler)
Steve Little ist ein US-amerikanischer Synchronsprecher, Schauspieler und Drehbuchautor.
Nach einigen Auftritten in dem Improvisationstheater The Groundlings in Los Angeles wurde er von Joe Murray für die Zeichentrickserie Camp Lazlo als Sprecher der Rollen Skip und Chip engagiert. Gemeinsam mit Merriwether Williams schrieb er auch einige Folgen der Serie. Weiterhin war er als Autor und Sprecher für die Serie The Marvelous Misadventures of Flapjack tätig.
Als Schauspieler wirkte er in S.H.I.T. – Die Highschool GmbH, How I Met Your Mother und Reno 911! mit, bevor er als Stevie Janowski in der HBO-Serie Eastbound & Down internationale Bekanntheit erlangte. 2011 spielte er die Hauptrolle in dem Film The Catechism Cataclysm (Regie: Todd Rohal). 
Von 2016 bis 17 spielte er als Onkel Jim eine Hauptrolle in der Serie Haters Back Off.